# Chrysophyllum
Chrysophyllum L. è un genere di piante della famiglia delle Sapotacee.

## Tassonomia
Il genere comprende le seguenti specie:
- Chrysophyllum acreanum A.C.Sm.
- Chrysophyllum albipilum Cronquist
- Chrysophyllum arenarium Allemão
- Chrysophyllum argenteum Jacq.
- Chrysophyllum aulacocarpum Ernst
- Chrysophyllum bicolor Poir.
- Chrysophyllum bombycinum T.D.Penn.
- Chrysophyllum brenesii Cronquist
- Chrysophyllum cainito L.
- Chrysophyllum contumacense Sagást. & M.O.Dillon
- Chrysophyllum cuneifolium (Rudge) A.DC.
- Chrysophyllum euryphyllum T.D.Penn.
- Chrysophyllum eximium Ducke
- Chrysophyllum flexuosum Mart.
- Chrysophyllum hirsutum Cronquist
- Chrysophyllum inornatum Mart.
- Chrysophyllum januariense Eichler
- Chrysophyllum lanatum T.D.Penn.
- Chrysophyllum lancisepalum R.Lima
- Chrysophyllum lucentifolium Cronquist
- Chrysophyllum manabiense T.D.Penn.
- Chrysophyllum marginatum (Hook. & Arn.) Radlk.
- Chrysophyllum mexicanum Brandegee
- Chrysophyllum moralesianum Aguilar, D.Santam. & J.M.Chaves
- Chrysophyllum oliviforme L.
- Chrysophyllum ovale Rusby
- Chrysophyllum paranaense T.D.Penn.
- Chrysophyllum parvulum Pittier
- Chrysophyllum pauciflorum Lam.
- Chrysophyllum pubipetalum Sossai & Alves-Araújo
- Chrysophyllum reitzianum Mattos
- Chrysophyllum revolutum Mart. & Eichler
- Chrysophyllum rufum Mart.
- Chrysophyllum scalare T.D.Penn.
- Chrysophyllum sierpense Aguilar, D.Santam. & J.M.Chaves
- Chrysophyllum sparsiflorum Klotzsch ex Miq.
- Chrysophyllum splendens Spreng.
- Chrysophyllum striatum T.D.Penn.
- Chrysophyllum subspinosum Monach.
- Chrysophyllum superbum T.D.Penn.
- Chrysophyllum wilsonii T.D.Penn.